# Henry Shaw
Henry Shaw (Sheffield, 24 luglio 1800 – Saint Louis, 25 agosto 1889) è stato un filantropo e botanico britannico, fondatore dell'Orto Botanico del Missouri.

## Biografia
Henry Shaw è nato nel 1800 a Sheffield, città industriale inglese. Il 3 maggio 1819, all'età di diciotto anni, si trasferì a St. Louis con l'intenzione di esportare beni tramite i fiumi Mississippi e Missouri.
Due decenni di successi finanziari a St. Louis gli permisero di abbandonare il campo degli affari e dedicarsi a scopi più nobili.
Nel 1840 cominciò un periodo di quasi dieci anni di viaggi, nei quali visitò musei e giardini botanici in Europa, Asia Minore e Russia. Passò anche per Chatsworth, nella contea di Derbyshire, in Inghilterra, dove visitò l'arboreto di Joseph Paxton.
Dopo questi viaggi maturò l'idea di creare un'impresa culturale a St. Louis, la sua città d'adozione. Nei seguenti tre decenni, Henry Shaw diede forma ai suoi sogni, trasformando il suo podere di Tower Grove in uno dei giardini botanici di punta della nazione.
In principio le migliaia di piante furono ordinate distribuendole secondo le tre grandi divisioni di J. C. Loudon: giardino, arboreto, e frutteto. Tutta l'area fu attrezzata con punti panoramici, parterres e suoli erbacei di piante scientificamente selezionate. Henry Shaw consultava regolarmente William Jackson Hooker, il direttore del Reale Giardino Botanico di Kew, e aveva anche come consulente il botanico di Harvard Asa Gray per lo stabilimento di alcune infrastrutture di ricerca scientifica. Il medico e botanico di St. Louis George Engelmann, la maggiore autorità del paese in ambito di cactus americani, fu il suo consulente più influente.
Il "Shaw’s Garden" (attualmente Orto Botanico del Missouri) aprì al pubblico nel 1859 e orde entusiaste di visitatori si fiondarono a vedere uno di quelli che furono i primi istituti botanici del paese. Nei seguenti trent'anni, Henry Shaw aumentò le piantagioni, aggiungendo nuove specie di piante che man mano venivano scoperte dai grandi ricercatori del tempo.

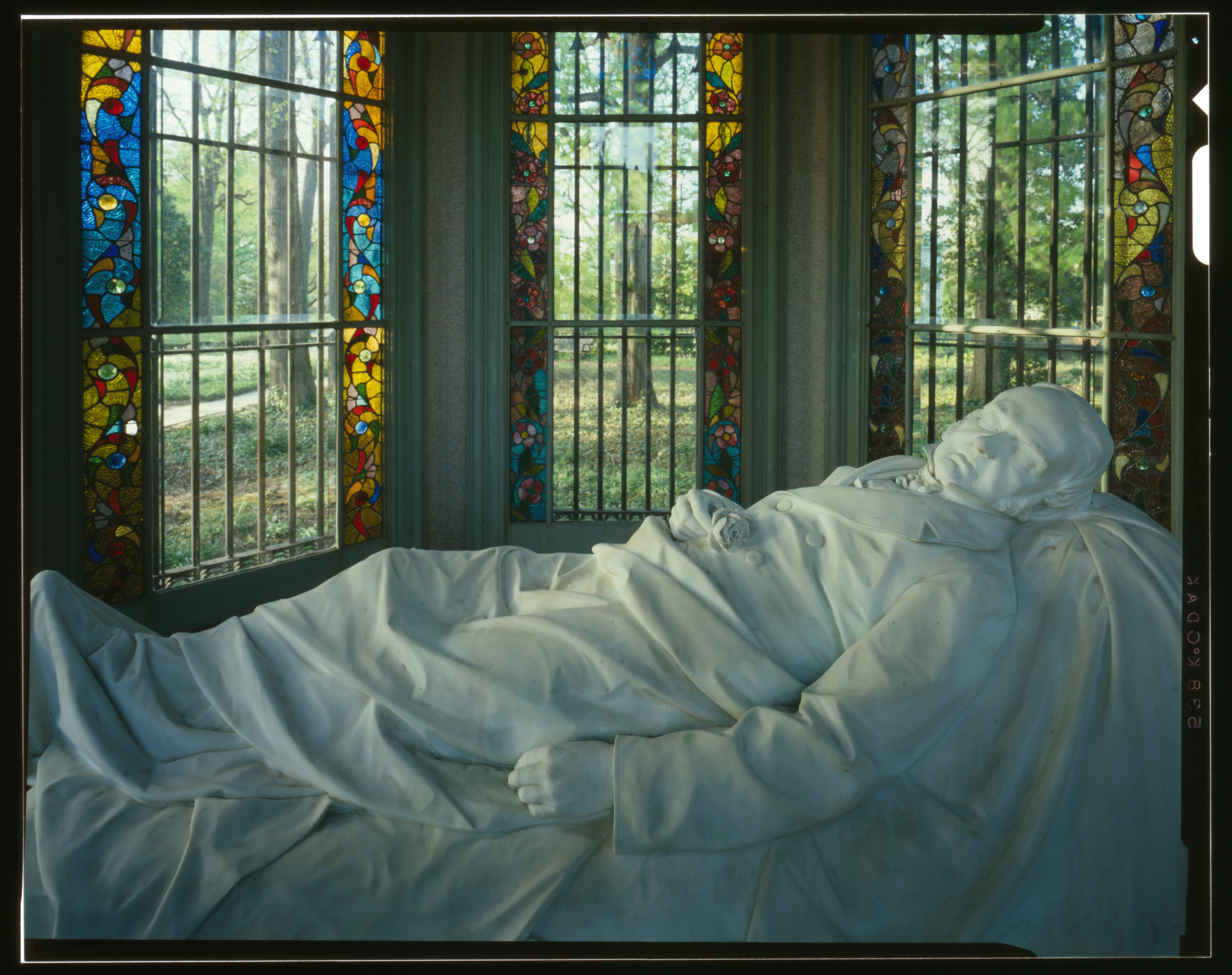
Statua nel mausoleo dedicato a Henry Shaw, Missouri Botanical Garden

Alla sua morte Henry Shaw lasciò il Tower Grove Park come eredità per la città di Saint Louis. Inoltre, nel corso della vita scrisse trattati botanici, equipaggiò la scuola di Botanica dell'Università di Washington, aiutò nella fondazione della "Missouri Historical Society", e donò alla città una scuola e i terreni per la costruzione di un ospedale. Fra le donazioni di Henry Shaw, comunque, senza dubbio l'Orto Botanico del Missouri è la più conosciuta.